# Empis pseudoprodromus
Empis pseudoprodromus är en tvåvingeart som beskrevs av Collin 1969. Empis pseudoprodromus ingår i släktet Empis och familjen dansflugor. Inga underarter finns listade i Catalogue of Life.